# Corydalis bokuensis
Corydalis bokuensis là một loài thực vật có hoa trong họ Anh túc. Loài này được L.H.Zhou mô tả khoa học đầu tiên năm 1997.